# Plantageneci
Plantageneci – angielska dynastia pochodzenia francuskiego, boczna linia drugiej dynastii Andegawenów, wywodzi się od hrabiego Gotfryda V Plantageneta (starszego syna Fulka V) i Matyldy angielskiej (córki króla Henryka I). Ich potomkowie panowali w Anglii w latach 1154-1485. Nazwę wzięli od przydomka Gotfryda V.
Za czasów Henryka II sięgnęła szczytu swej potęgi. W jej ręku poza władztwem na wyspie znajdowała się cała zachodnia Francja. Ryszard hrabia Kornwalii w latach 1257-1272 był królem niemieckim (faktycznie nie rządził). Po wygaśnięciu dynastii Kapetyngów (1328 r.) do tronu francuskiego zgłosił pretensje Edward III. Obok skomplikowanej kwestii lenn angielskich we Francji stało się to początkiem tzw. wojny stuletniej.

## Lancasterowie
W 1399 r. po pozbawieniu władzy Ryszarda II (zm. 1400 r.) koronę przejęła boczna linia rodu – Lancasterowie, której założycielem był Jan z Gandawy – książę Lancaster, młodszy syn króla Edwarda III. Starszy syn Jana, Henryk Bolingbroke przejął w 1399 r. tron po obaleniu Ryszarda II jako Henryk IV. Henryk V w 1422 r. w czasie apogeum wojny stuletniej został ogłoszony królem Francji.
W połowie XV wieku po skończeniu wojny z Francją i utracie prawie wszystkich posiadłości na kontynencie, rozpoczęła się wojna Lancasterów z Yorkami, drugą linią Plantagenetów, o prawa do tronu angielskiego. Była to tzw. Wojna Dwóch Róż. W 1461 r. Henryk VI Lancaster został pozbawiony korony przez Edwarda IV Yorka. Po nieudanej próbie powrotu w 1470 r. po kilku miesiącach walk przegrał z Edwardem IV i Lancasterowie utracili ostatecznie tron Anglii.
Zobacz: Genealogia Lancasterów w: M.Marek, Genealogy.Eu

## Yorkowie
Założycielem tej linii był młodszy syn króla Edwarda III – książę Yorku Edmund z Langley. W 1461 r. po złożeniu z tronu Henryka VI Lancastera, królem Anglii został Edward IV York. Ostatecznie przypadła mu korona w 1471 r. Nadal trwały jednak walki wewnątrz rodziny. Po śmierci Edwarda jego młodszy brat Ryszard usunął jego młodocianych synów i sam zagarnął tron jako Ryszard III. Jego niepopularne rządy zakończyły się po klęsce w walce z nowym pretendentem do tronu – Henrykiem Tudorem. Śmierć Ryszarda III w 1485 r. pozwoliła zakończyć wojnę dwóch róż – nowy król Henryk VII Tudor był spokrewniony z obydwiema gałęziami dynastii.
Zobacz: Genealogia Yorków w: M.Marek, Genealogy.Eu
Królewska linia Plantagenetów wygasła w linii męskiej na Edwardzie hrabim Warwick, ściętym na rozkaz Henryka VII w 1499 r. W linii żeńskiej na jego siostrze Małgorzacie hrabinie Salisbury (wdowie po sir Ryszardzie Pole’u), ściętej za czasów Henryka VIII w 1541 r.

## Beaufortowie

godło Beaufortów

Boczna linia Lancasterów. Wywodzą się od legitymowanego potomstwa Jana z Gandawy z jego związku z Katarzyną Swynford (ożenił się z nią w 1396 lub 1397 r., uznając wcześniej urodzone dzieci). Rodzina ta odgrywała znaczącą rolę na angielskim dworze królewskim w czasie panowania ich kuzynów – Lancasterów. Jan Beaufort (zm. 1410 r.) uzyskał w 1397 r. dziedziczny tytuł – earla Somersetu (ang. Earl of Somerset). Jego młodszy brat Henryk (zm. 1447 r.) pełnił kilkakrotnie funkcje kanclerza królestwa Anglii. Był biskupem kilku diecezji (m.in. Lincolnu i Winchesteru). Papież nadał mu godność kardynała, a w 1427 r. mianował go papieskim legatem na Niemcy, Węgry i Czechy. Spośród dzieci Jana, jego imiennik Jan III (zm. 1444 r.) w 1443 r. uzyskał tytuł księcia Somerset (ang. Duke of Somerset). Córka Joanna (zm. 1445 r.) została żoną szkockiego króla Jakuba I Stewarta.
Córka Jana, Małgorzata Beaufort (zm. 1509 r.) została w 1455 r. żoną Edmunda Tudora, ich synem był przyszły król Henryk VII Tudor.
Główna linia Beaufortów wygasła na Edmundzie, 4. księciu Somerset, w 1471 r.
Młodsza linia Beaufortów wywodzi się od Karola z Somerset (zm. 1526 r.), naturalnego syna Henryka, 3. księcia Somersetu (zm. 1463 r.). Karol w 1513 r. uzyskał tytuł earla Worcesteru. Jego pra-prawnuk Henryk, 5. earl Worcesteru (zm. 1646 r.) otrzymał w 1642 r. tytuł markiza Somerset. Wnuk tego ostatniego, Henryk III, markiz Somerset (zm. 1699/1700 r.) w 1682 r. otrzymał tytuł księcia Beaufort (ang. Duke of Beaufort).

## Drzewo genealogiczne Beaufortów
| Blanka Lancaster (1345–1379)                | Blanka Lancaster (1345–1379)                | Blanka Lancaster (1345–1379)                | Blanka Lancaster (1345–1379)                | Blanka Lancaster (1345–1379)                | Blanka Lancaster (1345–1379)                |  |  |                                                                   |                                                                   |                                                                   |                                                                   |                                                                   |                                                                   |  |  |                                                                                       |                                                                                       |                                                                                       |                                                                                       |                                                                                       |                                                                                       |  |  | Jan z Gandawy (1341–1399) Książę Lancaster                                         | Jan z Gandawy (1341–1399) Książę Lancaster                                         | Jan z Gandawy (1341–1399) Książę Lancaster                                         | Jan z Gandawy (1341–1399) Książę Lancaster                                         | Jan z Gandawy (1341–1399) Książę Lancaster                                         | Jan z Gandawy (1341–1399) Książę Lancaster                                         |  |  |                                                                   |                                                                   |                                                                   |                                                                   |                                                                   |                                                                   |  |  |                                                                                          |                                                                                          |                                                                                          |                                                                                          |                                                                                          |                                                                                          |  |  |                                                                |                                                                |                                                                |                                                                |                                                                |                                                                |  |  | Katarzyna Swinford (1350–1403)                                 | Katarzyna Swinford (1350–1403)                                 | Katarzyna Swinford (1350–1403)                                 | Katarzyna Swinford (1350–1403)                                 | Katarzyna Swinford (1350–1403)                                 | Katarzyna Swinford (1350–1403)                                 |  |  |                                                              |                                                              |                                                              |                                                              |                                                              |                                                              |  |  |  |  |  |  |  |  |  |  |  |  |  |  |  |  |  |  |  |  |  |  |  |  |  |  |  |  |  |  |  |  |  |  |
| Blanka Lancaster (1345–1379)                | Blanka Lancaster (1345–1379)                | Blanka Lancaster (1345–1379)                | Blanka Lancaster (1345–1379)                | Blanka Lancaster (1345–1379)                | Blanka Lancaster (1345–1379)                |  |  |                                                                   |                                                                   |                                                                   |                                                                   |                                                                   |                                                                   |  |  |                                                                                       |                                                                                       |                                                                                       |                                                                                       |                                                                                       |                                                                                       |  |  | Jan z Gandawy (1341–1399) Książę Lancaster                                         | Jan z Gandawy (1341–1399) Książę Lancaster                                         | Jan z Gandawy (1341–1399) Książę Lancaster                                         | Jan z Gandawy (1341–1399) Książę Lancaster                                         | Jan z Gandawy (1341–1399) Książę Lancaster                                         | Jan z Gandawy (1341–1399) Książę Lancaster                                         |  |  |                                                                   |                                                                   |                                                                   |                                                                   |                                                                   |                                                                   |  |  |                                                                                          |                                                                                          |                                                                                          |                                                                                          |                                                                                          |                                                                                          |  |  |                                                                |                                                                |                                                                |                                                                |                                                                |                                                                |  |  | Katarzyna Swinford (1350–1403)                                 | Katarzyna Swinford (1350–1403)                                 | Katarzyna Swinford (1350–1403)                                 | Katarzyna Swinford (1350–1403)                                 | Katarzyna Swinford (1350–1403)                                 | Katarzyna Swinford (1350–1403)                                 |  |  |                                                              |                                                              |                                                              |                                                              |                                                              |                                                              |  |  |  |  |  |  |  |  |  |  |  |  |  |  |  |  |  |  |  |  |  |  |  |  |  |  |  |  |  |  |  |  |  |  |
|                                             |                                             |                                             |                                             |                                             |                                             |  |  |                                                                   |                                                                   |                                                                   |                                                                   |                                                                   |                                                                   |  |  |                                                                                       |                                                                                       |                                                                                       |                                                                                       |                                                                                       |                                                                                       |  |  |                                                                                    |                                                                                    |                                                                                    |                                                                                    |                                                                                    |                                                                                    |  |  |                                                                   |                                                                   |                                                                   |                                                                   |                                                                   |                                                                   |  |  |                                                                                          |                                                                                          |                                                                                          |                                                                                          |                                                                                          |                                                                                          |  |  |                                                                |                                                                |                                                                |                                                                |                                                                |                                                                |  |  |                                                                |                                                                |                                                                |                                                                |                                                                |                                                                |  |  |                                                              |                                                              |                                                              |                                                              |                                                              |                                                              |  |  |  |  |  |  |  |  |  |  |  |  |  |  |  |  |  |  |  |  |  |  |  |  |  |  |  |  |  |  |  |  |  |  |
|                                             |                                             |                                             |                                             |                                             |                                             |  |  |                                                                   |                                                                   |                                                                   |                                                                   |                                                                   |                                                                   |  |  |                                                                                       |                                                                                       |                                                                                       |                                                                                       |                                                                                       |                                                                                       |  |  |                                                                                    |                                                                                    |                                                                                    |                                                                                    |                                                                                    |                                                                                    |  |  |                                                                   |                                                                   |                                                                   |                                                                   |                                                                   |                                                                   |  |  |                                                                                          |                                                                                          |                                                                                          |                                                                                          |                                                                                          |                                                                                          |  |  |                                                                |                                                                |                                                                |                                                                |                                                                |                                                                |  |  |                                                                |                                                                |                                                                |                                                                |                                                                |                                                                |  |  |                                                              |                                                              |                                                              |                                                              |                                                              |                                                              |  |  |  |  |  |  |  |  |  |  |  |  |  |  |  |  |  |  |  |  |  |  |  |  |  |  |  |  |  |  |  |  |  |  |
| Henryk IV Lancaster (1367–1413) król Anglii | Henryk IV Lancaster (1367–1413) król Anglii | Henryk IV Lancaster (1367–1413) król Anglii | Henryk IV Lancaster (1367–1413) król Anglii | Henryk IV Lancaster (1367–1413) król Anglii | Henryk IV Lancaster (1367–1413) król Anglii |  |  |                                                                   |                                                                   |                                                                   |                                                                   |                                                                   |                                                                   |  |  |                                                                                       |                                                                                       |                                                                                       |                                                                                       |                                                                                       |                                                                                       |  |  | Jan Beaufort, 1. hrabia Somersetu (1371–1410) hrabia Somerset x Małgorzata Holland | Jan Beaufort, 1. hrabia Somersetu (1371–1410) hrabia Somerset x Małgorzata Holland | Jan Beaufort, 1. hrabia Somersetu (1371–1410) hrabia Somerset x Małgorzata Holland | Jan Beaufort, 1. hrabia Somersetu (1371–1410) hrabia Somerset x Małgorzata Holland | Jan Beaufort, 1. hrabia Somersetu (1371–1410) hrabia Somerset x Małgorzata Holland | Jan Beaufort, 1. hrabia Somersetu (1371–1410) hrabia Somerset x Małgorzata Holland |  |  |                                                                   |                                                                   |                                                                   |                                                                   |                                                                   |                                                                   |  |  |                                                                                          |                                                                                          |                                                                                          |                                                                                          |                                                                                          |                                                                                          |  |  | Henryk Beaufort (1375-1447) biskup Lincoln cardinal            | Henryk Beaufort (1375-1447) biskup Lincoln cardinal            | Henryk Beaufort (1375-1447) biskup Lincoln cardinal            | Henryk Beaufort (1375-1447) biskup Lincoln cardinal            | Henryk Beaufort (1375-1447) biskup Lincoln cardinal            | Henryk Beaufort (1375-1447) biskup Lincoln cardinal            |  |  | Tomasz Beaufort (1377-1426) hrabia Exeter x Małgorzata Neville | Tomasz Beaufort (1377-1426) hrabia Exeter x Małgorzata Neville | Tomasz Beaufort (1377-1426) hrabia Exeter x Małgorzata Neville | Tomasz Beaufort (1377-1426) hrabia Exeter x Małgorzata Neville | Tomasz Beaufort (1377-1426) hrabia Exeter x Małgorzata Neville | Tomasz Beaufort (1377-1426) hrabia Exeter x Małgorzata Neville |  |  | Joanna Beaufort (1379-1440) x Ralph Neville hrabia Westmorne | Joanna Beaufort (1379-1440) x Ralph Neville hrabia Westmorne | Joanna Beaufort (1379-1440) x Ralph Neville hrabia Westmorne | Joanna Beaufort (1379-1440) x Ralph Neville hrabia Westmorne | Joanna Beaufort (1379-1440) x Ralph Neville hrabia Westmorne | Joanna Beaufort (1379-1440) x Ralph Neville hrabia Westmorne |  |  |  |  |  |  |  |  |  |  |  |  |  |  |  |  |  |  |  |  |  |  |  |  |  |  |  |  |  |  |  |  |  |  |
| Henryk IV Lancaster (1367–1413) król Anglii | Henryk IV Lancaster (1367–1413) król Anglii | Henryk IV Lancaster (1367–1413) król Anglii | Henryk IV Lancaster (1367–1413) król Anglii | Henryk IV Lancaster (1367–1413) król Anglii | Henryk IV Lancaster (1367–1413) król Anglii |  |  |                                                                   |                                                                   |                                                                   |                                                                   |                                                                   |                                                                   |  |  |                                                                                       |                                                                                       |                                                                                       |                                                                                       |                                                                                       |                                                                                       |  |  | Jan Beaufort, 1. hrabia Somersetu (1371–1410) hrabia Somerset x Małgorzata Holland | Jan Beaufort, 1. hrabia Somersetu (1371–1410) hrabia Somerset x Małgorzata Holland | Jan Beaufort, 1. hrabia Somersetu (1371–1410) hrabia Somerset x Małgorzata Holland | Jan Beaufort, 1. hrabia Somersetu (1371–1410) hrabia Somerset x Małgorzata Holland | Jan Beaufort, 1. hrabia Somersetu (1371–1410) hrabia Somerset x Małgorzata Holland | Jan Beaufort, 1. hrabia Somersetu (1371–1410) hrabia Somerset x Małgorzata Holland |  |  |                                                                   |                                                                   |                                                                   |                                                                   |                                                                   |                                                                   |  |  |                                                                                          |                                                                                          |                                                                                          |                                                                                          |                                                                                          |                                                                                          |  |  | Henryk Beaufort (1375-1447) biskup Lincoln cardinal            | Henryk Beaufort (1375-1447) biskup Lincoln cardinal            | Henryk Beaufort (1375-1447) biskup Lincoln cardinal            | Henryk Beaufort (1375-1447) biskup Lincoln cardinal            | Henryk Beaufort (1375-1447) biskup Lincoln cardinal            | Henryk Beaufort (1375-1447) biskup Lincoln cardinal            |  |  | Tomasz Beaufort (1377-1426) hrabia Exeter x Małgorzata Neville | Tomasz Beaufort (1377-1426) hrabia Exeter x Małgorzata Neville | Tomasz Beaufort (1377-1426) hrabia Exeter x Małgorzata Neville | Tomasz Beaufort (1377-1426) hrabia Exeter x Małgorzata Neville | Tomasz Beaufort (1377-1426) hrabia Exeter x Małgorzata Neville | Tomasz Beaufort (1377-1426) hrabia Exeter x Małgorzata Neville |  |  | Joanna Beaufort (1379-1440) x Ralph Neville hrabia Westmorne | Joanna Beaufort (1379-1440) x Ralph Neville hrabia Westmorne | Joanna Beaufort (1379-1440) x Ralph Neville hrabia Westmorne | Joanna Beaufort (1379-1440) x Ralph Neville hrabia Westmorne | Joanna Beaufort (1379-1440) x Ralph Neville hrabia Westmorne | Joanna Beaufort (1379-1440) x Ralph Neville hrabia Westmorne |  |  |  |  |  |  |  |  |  |  |  |  |  |  |  |  |  |  |  |  |  |  |  |  |  |  |  |  |  |  |  |  |  |  |
|                                             |                                             |                                             |                                             |                                             |                                             |  |  |                                                                   |                                                                   |                                                                   |                                                                   |                                                                   |                                                                   |  |  |                                                                                       |                                                                                       |                                                                                       |                                                                                       |                                                                                       |                                                                                       |  |  |                                                                                    |                                                                                    |                                                                                    |                                                                                    |                                                                                    |                                                                                    |  |  |                                                                   |                                                                   |                                                                   |                                                                   |                                                                   |                                                                   |  |  |                                                                                          |                                                                                          |                                                                                          |                                                                                          |                                                                                          |                                                                                          |  |  |                                                                |                                                                |                                                                |                                                                |                                                                |                                                                |  |  |                                                                |                                                                |                                                                |                                                                |                                                                |                                                                |  |  |                                                              |                                                              |                                                              |                                                              |                                                              |                                                              |  |  |  |  |  |  |  |  |  |  |  |  |  |  |  |  |  |  |  |  |  |  |  |  |  |  |  |  |  |  |  |  |  |  |
| Lancasterowie                               | Lancasterowie                               | Lancasterowie                               | Lancasterowie                               | Lancasterowie                               | Lancasterowie                               |  |  | Henryk Beaufort, 2. hrabia Somerset (1401 † 1418) hrabia Somerset | Henryk Beaufort, 2. hrabia Somerset (1401 † 1418) hrabia Somerset | Henryk Beaufort, 2. hrabia Somerset (1401 † 1418) hrabia Somerset | Henryk Beaufort, 2. hrabia Somerset (1401 † 1418) hrabia Somerset | Henryk Beaufort, 2. hrabia Somerset (1401 † 1418) hrabia Somerset | Henryk Beaufort, 2. hrabia Somerset (1401 † 1418) hrabia Somerset |  |  | Jan Beaufort, 1. książę Somerset (1404 † 1444) książę Somerset x Małgorzata Beauchamp | Jan Beaufort, 1. książę Somerset (1404 † 1444) książę Somerset x Małgorzata Beauchamp | Jan Beaufort, 1. książę Somerset (1404 † 1444) książę Somerset x Małgorzata Beauchamp | Jan Beaufort, 1. książę Somerset (1404 † 1444) książę Somerset x Małgorzata Beauchamp | Jan Beaufort, 1. książę Somerset (1404 † 1444) książę Somerset x Małgorzata Beauchamp | Jan Beaufort, 1. książę Somerset (1404 † 1444) książę Somerset x Małgorzata Beauchamp |  |  | Tomasz (v.1405 † 1432) hrabia Perche                                               | Tomasz (v.1405 † 1432) hrabia Perche                                               | Tomasz (v.1405 † 1432) hrabia Perche                                               | Tomasz (v.1405 † 1432) hrabia Perche                                               | Tomasz (v.1405 † 1432) hrabia Perche                                               | Tomasz (v.1405 † 1432) hrabia Perche                                               |  |  | Joanna Beaufort (v.1406 † 1445) x Jakub I (król Szkocji)          | Joanna Beaufort (v.1406 † 1445) x Jakub I (król Szkocji)          | Joanna Beaufort (v.1406 † 1445) x Jakub I (król Szkocji)          | Joanna Beaufort (v.1406 † 1445) x Jakub I (król Szkocji)          | Joanna Beaufort (v.1406 † 1445) x Jakub I (król Szkocji)          | Joanna Beaufort (v.1406 † 1445) x Jakub I (król Szkocji)          |  |  | Edmund Beaufort, 2. książę Somerset (v.1406 † 1455) książę Somerset x Éléonore Beauchamp | Edmund Beaufort, 2. książę Somerset (v.1406 † 1455) książę Somerset x Éléonore Beauchamp | Edmund Beaufort, 2. książę Somerset (v.1406 † 1455) książę Somerset x Éléonore Beauchamp | Edmund Beaufort, 2. książę Somerset (v.1406 † 1455) książę Somerset x Éléonore Beauchamp | Edmund Beaufort, 2. książę Somerset (v.1406 † 1455) książę Somerset x Éléonore Beauchamp | Edmund Beaufort, 2. książę Somerset (v.1406 † 1455) książę Somerset x Éléonore Beauchamp |  |  | Małgorzata (v. 1409 † 1449) x Tomasz de Courtenay hrabia Devon | Małgorzata (v. 1409 † 1449) x Tomasz de Courtenay hrabia Devon | Małgorzata (v. 1409 † 1449) x Tomasz de Courtenay hrabia Devon | Małgorzata (v. 1409 † 1449) x Tomasz de Courtenay hrabia Devon | Małgorzata (v. 1409 † 1449) x Tomasz de Courtenay hrabia Devon | Małgorzata (v. 1409 † 1449) x Tomasz de Courtenay hrabia Devon |  |  | Henryk Zmarł mlodo                                             | Henryk Zmarł mlodo                                             | Henryk Zmarł mlodo                                             | Henryk Zmarł mlodo                                             | Henryk Zmarł mlodo                                             | Henryk Zmarł mlodo                                             |  |  |                                                              |                                                              |                                                              |                                                              |                                                              |                                                              |  |  |  |  |  |  |  |  |  |  |  |  |  |  |  |  |  |  |  |  |  |  |  |  |  |  |  |  |  |  |  |  |  |  |
| Lancasterowie                               | Lancasterowie                               | Lancasterowie                               | Lancasterowie                               | Lancasterowie                               | Lancasterowie                               |  |  | Henryk Beaufort, 2. hrabia Somerset (1401 † 1418) hrabia Somerset | Henryk Beaufort, 2. hrabia Somerset (1401 † 1418) hrabia Somerset | Henryk Beaufort, 2. hrabia Somerset (1401 † 1418) hrabia Somerset | Henryk Beaufort, 2. hrabia Somerset (1401 † 1418) hrabia Somerset | Henryk Beaufort, 2. hrabia Somerset (1401 † 1418) hrabia Somerset | Henryk Beaufort, 2. hrabia Somerset (1401 † 1418) hrabia Somerset |  |  | Jan Beaufort, 1. książę Somerset (1404 † 1444) książę Somerset x Małgorzata Beauchamp | Jan Beaufort, 1. książę Somerset (1404 † 1444) książę Somerset x Małgorzata Beauchamp | Jan Beaufort, 1. książę Somerset (1404 † 1444) książę Somerset x Małgorzata Beauchamp | Jan Beaufort, 1. książę Somerset (1404 † 1444) książę Somerset x Małgorzata Beauchamp | Jan Beaufort, 1. książę Somerset (1404 † 1444) książę Somerset x Małgorzata Beauchamp | Jan Beaufort, 1. książę Somerset (1404 † 1444) książę Somerset x Małgorzata Beauchamp |  |  | Tomasz (v.1405 † 1432) hrabia Perche                                               | Tomasz (v.1405 † 1432) hrabia Perche                                               | Tomasz (v.1405 † 1432) hrabia Perche                                               | Tomasz (v.1405 † 1432) hrabia Perche                                               | Tomasz (v.1405 † 1432) hrabia Perche                                               | Tomasz (v.1405 † 1432) hrabia Perche                                               |  |  | Joanna Beaufort (v.1406 † 1445) x Jakub I (król Szkocji)          | Joanna Beaufort (v.1406 † 1445) x Jakub I (król Szkocji)          | Joanna Beaufort (v.1406 † 1445) x Jakub I (król Szkocji)          | Joanna Beaufort (v.1406 † 1445) x Jakub I (król Szkocji)          | Joanna Beaufort (v.1406 † 1445) x Jakub I (król Szkocji)          | Joanna Beaufort (v.1406 † 1445) x Jakub I (król Szkocji)          |  |  | Edmund Beaufort, 2. książę Somerset (v.1406 † 1455) książę Somerset x Éléonore Beauchamp | Edmund Beaufort, 2. książę Somerset (v.1406 † 1455) książę Somerset x Éléonore Beauchamp | Edmund Beaufort, 2. książę Somerset (v.1406 † 1455) książę Somerset x Éléonore Beauchamp | Edmund Beaufort, 2. książę Somerset (v.1406 † 1455) książę Somerset x Éléonore Beauchamp | Edmund Beaufort, 2. książę Somerset (v.1406 † 1455) książę Somerset x Éléonore Beauchamp | Edmund Beaufort, 2. książę Somerset (v.1406 † 1455) książę Somerset x Éléonore Beauchamp |  |  | Małgorzata (v. 1409 † 1449) x Tomasz de Courtenay hrabia Devon | Małgorzata (v. 1409 † 1449) x Tomasz de Courtenay hrabia Devon | Małgorzata (v. 1409 † 1449) x Tomasz de Courtenay hrabia Devon | Małgorzata (v. 1409 † 1449) x Tomasz de Courtenay hrabia Devon | Małgorzata (v. 1409 † 1449) x Tomasz de Courtenay hrabia Devon | Małgorzata (v. 1409 † 1449) x Tomasz de Courtenay hrabia Devon |  |  | Henryk Zmarł mlodo                                             | Henryk Zmarł mlodo                                             | Henryk Zmarł mlodo                                             | Henryk Zmarł mlodo                                             | Henryk Zmarł mlodo                                             | Henryk Zmarł mlodo                                             |  |  |                                                              |                                                              |                                                              |                                                              |                                                              |                                                              |  |  |  |  |  |  |  |  |  |  |  |  |  |  |  |  |  |  |  |  |  |  |  |  |  |  |  |  |  |  |  |  |  |  |
|                                             |                                             |                                             |                                             |                                             |                                             |  |  |                                                                   |                                                                   |                                                                   |                                                                   |                                                                   |                                                                   |  |  |                                                                                       |                                                                                       |                                                                                       |                                                                                       |                                                                                       |                                                                                       |  |  |                                                                                    |                                                                                    |                                                                                    |                                                                                    |                                                                                    |                                                                                    |  |  |                                                                   |                                                                   |                                                                   |                                                                   |                                                                   |                                                                   |  |  |                                                                                          |                                                                                          |                                                                                          |                                                                                          |                                                                                          |                                                                                          |  |  |                                                                |                                                                |                                                                |                                                                |                                                                |                                                                |  |  |                                                                |                                                                |                                                                |                                                                |                                                                |                                                                |  |  |                                                              |                                                              |                                                              |                                                              |                                                              |                                                              |  |  |  |  |  |  |  |  |  |  |  |  |  |  |  |  |  |  |  |  |  |  |  |  |  |  |  |  |  |  |  |  |  |  |
|                                             |                                             |                                             |                                             |                                             |                                             |  |  |                                                                   |                                                                   |                                                                   |                                                                   |                                                                   |                                                                   |  |  | Małgorzata Beaufort (1443 † 1509) x Edmund Tudor, 1. hrabia Richmond                  | Małgorzata Beaufort (1443 † 1509) x Edmund Tudor, 1. hrabia Richmond                  | Małgorzata Beaufort (1443 † 1509) x Edmund Tudor, 1. hrabia Richmond                  | Małgorzata Beaufort (1443 † 1509) x Edmund Tudor, 1. hrabia Richmond                  | Małgorzata Beaufort (1443 † 1509) x Edmund Tudor, 1. hrabia Richmond                  | Małgorzata Beaufort (1443 † 1509) x Edmund Tudor, 1. hrabia Richmond                  |  |  | Henryk Beaufort, 3. książę Somerset (1436 † 1464) książę Somerset                  | Henryk Beaufort, 3. książę Somerset (1436 † 1464) książę Somerset                  | Henryk Beaufort, 3. książę Somerset (1436 † 1464) książę Somerset                  | Henryk Beaufort, 3. książę Somerset (1436 † 1464) książę Somerset                  | Henryk Beaufort, 3. książę Somerset (1436 † 1464) książę Somerset                  | Henryk Beaufort, 3. książę Somerset (1436 † 1464) książę Somerset                  |  |  | Edmund Beaufort, 4. książę Somerset (1439 † 1471) książę Somerset | Edmund Beaufort, 4. książę Somerset (1439 † 1471) książę Somerset | Edmund Beaufort, 4. książę Somerset (1439 † 1471) książę Somerset | Edmund Beaufort, 4. książę Somerset (1439 † 1471) książę Somerset | Edmund Beaufort, 4. książę Somerset (1439 † 1471) książę Somerset | Edmund Beaufort, 4. książę Somerset (1439 † 1471) książę Somerset |  |  | Jan († 1471)                                                                             | Jan († 1471)                                                                             | Jan († 1471)                                                                             | Jan († 1471)                                                                             | Jan († 1471)                                                                             | Jan († 1471)                                                                             |  |  | kilkoro innych dzieci                                          | kilkoro innych dzieci                                          | kilkoro innych dzieci                                          | kilkoro innych dzieci                                          | kilkoro innych dzieci                                          | kilkoro innych dzieci                                          |  |  |                                                                |                                                                |                                                                |                                                                |                                                                |                                                                |  |  |                                                              |                                                              |                                                              |                                                              |                                                              |                                                              |  |  |  |  |  |  |  |  |  |  |  |  |  |  |  |  |  |  |  |  |  |  |  |  |  |  |  |  |  |  |  |  |  |  |
|                                             |                                             |                                             |                                             |                                             |                                             |  |  |                                                                   |                                                                   |                                                                   |                                                                   |                                                                   |                                                                   |  |  | Małgorzata Beaufort (1443 † 1509) x Edmund Tudor, 1. hrabia Richmond                  | Małgorzata Beaufort (1443 † 1509) x Edmund Tudor, 1. hrabia Richmond                  | Małgorzata Beaufort (1443 † 1509) x Edmund Tudor, 1. hrabia Richmond                  | Małgorzata Beaufort (1443 † 1509) x Edmund Tudor, 1. hrabia Richmond                  | Małgorzata Beaufort (1443 † 1509) x Edmund Tudor, 1. hrabia Richmond                  | Małgorzata Beaufort (1443 † 1509) x Edmund Tudor, 1. hrabia Richmond                  |  |  | Henryk Beaufort, 3. książę Somerset (1436 † 1464) książę Somerset                  | Henryk Beaufort, 3. książę Somerset (1436 † 1464) książę Somerset                  | Henryk Beaufort, 3. książę Somerset (1436 † 1464) książę Somerset                  | Henryk Beaufort, 3. książę Somerset (1436 † 1464) książę Somerset                  | Henryk Beaufort, 3. książę Somerset (1436 † 1464) książę Somerset                  | Henryk Beaufort, 3. książę Somerset (1436 † 1464) książę Somerset                  |  |  | Edmund Beaufort, 4. książę Somerset (1439 † 1471) książę Somerset | Edmund Beaufort, 4. książę Somerset (1439 † 1471) książę Somerset | Edmund Beaufort, 4. książę Somerset (1439 † 1471) książę Somerset | Edmund Beaufort, 4. książę Somerset (1439 † 1471) książę Somerset | Edmund Beaufort, 4. książę Somerset (1439 † 1471) książę Somerset | Edmund Beaufort, 4. książę Somerset (1439 † 1471) książę Somerset |  |  | Jan († 1471)                                                                             | Jan († 1471)                                                                             | Jan († 1471)                                                                             | Jan († 1471)                                                                             | Jan († 1471)                                                                             | Jan († 1471)                                                                             |  |  | kilkoro innych dzieci                                          | kilkoro innych dzieci                                          | kilkoro innych dzieci                                          | kilkoro innych dzieci                                          | kilkoro innych dzieci                                          | kilkoro innych dzieci                                          |  |  |                                                                |                                                                |                                                                |                                                                |                                                                |                                                                |  |  |                                                              |                                                              |                                                              |                                                              |                                                              |                                                              |  |  |  |  |  |  |  |  |  |  |  |  |  |  |  |  |  |  |  |  |  |  |  |  |  |  |  |  |  |  |  |  |  |  |
|                                             |                                             |                                             |                                             |                                             |                                             |  |  |                                                                   |                                                                   |                                                                   |                                                                   |                                                                   |                                                                   |  |  |                                                                                       |                                                                                       |                                                                                       |                                                                                       |                                                                                       |                                                                                       |  |  |                                                                                    |                                                                                    |                                                                                    |                                                                                    |                                                                                    |                                                                                    |  |  |                                                                   |                                                                   |                                                                   |                                                                   |                                                                   |                                                                   |  |  |                                                                                          |                                                                                          |                                                                                          |                                                                                          |                                                                                          |                                                                                          |  |  |                                                                |                                                                |                                                                |                                                                |                                                                |                                                                |  |  |                                                                |                                                                |                                                                |                                                                |                                                                |                                                                |  |  |                                                              |                                                              |                                                              |                                                              |                                                              |                                                              |  |  |  |  |  |  |  |  |  |  |  |  |  |  |  |  |  |  |  |  |  |  |  |  |  |  |  |  |  |  |  |  |  |  |
|                                             |                                             |                                             |                                             |                                             |                                             |  |  |                                                                   |                                                                   |                                                                   |                                                                   |                                                                   |                                                                   |  |  | Henryk VII Tudor (1457 † 1509) król Anglii                                            | Henryk VII Tudor (1457 † 1509) król Anglii                                            | Henryk VII Tudor (1457 † 1509) król Anglii                                            | Henryk VII Tudor (1457 † 1509) król Anglii                                            | Henryk VII Tudor (1457 † 1509) król Anglii                                            | Henryk VII Tudor (1457 † 1509) król Anglii                                            |  |  | Potomstwo nieślubne : Książę Beaufort                                              | Potomstwo nieślubne : Książę Beaufort                                              | Potomstwo nieślubne : Książę Beaufort                                              | Potomstwo nieślubne : Książę Beaufort                                              | Potomstwo nieślubne : Książę Beaufort                                              | Potomstwo nieślubne : Książę Beaufort                                              |  |  |                                                                   |                                                                   |                                                                   |                                                                   |                                                                   |                                                                   |  |  |                                                                                          |                                                                                          |                                                                                          |                                                                                          |                                                                                          |                                                                                          |  |  |                                                                |                                                                |                                                                |                                                                |                                                                |                                                                |  |  |                                                                |                                                                |                                                                |                                                                |                                                                |                                                                |  |  |                                                              |                                                              |                                                              |                                                              |                                                              |                                                              |  |  |  |  |  |  |  |  |  |  |  |  |  |  |  |  |  |  |  |  |  |  |  |  |  |  |  |  |  |  |  |  |  |  |

## Drzewo genealogiczne
```
Godfryd V Plantagenet
 1113-1151 hrabia Andegawenii i Maine
x 
Matylda Normandzka
 1102-1167
│
├─>
Henryk II Plantagenet
 1133-1189 król Anglii. książę Normandii i 
Akwitanii
, hrabia Andegawenii, Mortain i Maine
│  x 
Eleonora Akwitańska
 1122-1204, księżna Akwitanii
│  │
│  ├─>
Wilhelm de Poitiers
 1153-1156, hrabia Poitiers,
│  │
│  ├─>'
Henryk Młody Król
 1155-1183, król Anglii
│  │  x 
Małgorzata Francuska
 1157–1197
│  │  │     
│  │  └─>Wilhelm Plantagenet ur. i zm. 1177
│  │         
│  ├─>Matylda Plantagenet 1156-1189
│  │  x 
Henryk Lew
 1129-1195, książę Saksonii i Bawarii
│  │
│  ├─>
Ryszard I Lwie Serce
 1157-1199, król Anglii
│  │  x Berengaria z Nawarry zm. 1232
│  │
│  ├─>
Godfryd II Plantagenet
 1158-1186, książę Bretanii
│  │  x 
Konstancja Bretońska
 1161-1201, księżna Bretanii
│  │  │     
│  │  ├─>
Eleonora Plantagenet
 1184-1241, hrabina Richmond
│  │  │     
│  │  ├─>Matylda Plantagenet 1185–1189
│  │  │     
│  │  └─>
Artur I Plantagenet
 1187-1203, książę 
Bretanii
, hrabia Andegawenii
│  │
│  ├─>Eleonora Plantagenet 1162-1214
│  │  x 
Alfons VIII Szlachetny
 1155-1214, król Kastylii
│  │
│  ├─>Joanna Plantagenet 1165-1199
│  │  x 
Wilhelm II Dobry
 1155-1189, król Sycylii
│  │  x 
Rajmund VI z Tuluzy
 1156-1222, hrabia Tuluzy
│  │
│  └─>
Jan bez Ziemi
 1167–1216, król Anglii, książę Normandii i Akwitanii, hrabia Andegawenii i Gloucester
│     x 
Avisa z Gloucester
 1170-1217, hrabina Gloucester
│     x 
Izabela z Angoulême
 1187–1246, hrabina Angoulême
│     │    
│     ├─>
Henryk III Plantagenet
 1207-1272, król Anglii, książę Normandii i Akwitanii, hrabia Andegawenii
│     │  x 
Eleonora Prowansalska
 1223-1291
│     │  │ 
│     │  ├─>
Edward I Długonogi
 1239-1307, król Anglii, książę Normandii i Akwitanii, hrabia Andegawenii
│     │  │  x Eleonora Kastylijska1241-1290
│     │  │  │
│     │  │  ├─>Katarzyna Plantagenet ur. i zm. 1264)
│     │  │  │
│     │  │  ├─>Joanna Plantagenet ur. i zm. 1265
│     │  │  │
│     │  │  ├─>Jan Plantagenet 1266-1271
│     │  │  │
│     │  │  ├─>
Henryk Plantagenet
 1267–1274
│     │  │  │
│     │  │  ├─>Eleonora Plantagenet 1269-1298
│     │  │  │  x 
Alfons III Liberalny
 1265-1291, król Aragonii, Walencji i Majorki, hrabia Barcelony
│     │  │  │  x Henryk III 1259-1302, hrabia Baru
│     │  │  │
│     │  │  ├─>Juliana Plantagenet ur. i zm. 1271
│     │  │  │
│     │  │  ├─>
Joanna Plantagenet
 1271-1307
│     │  │  │  x 
Gilbert de Clare
 1243-1295, hrabia Hertford i Gloucester
│     │  │  │  x Ralph de Monthermer 1270-1325, hrabia Hertford, Gloucester i Athollm, baron Monthermer
│     │  │  │
│     │  │  ├─>
Alfons Plantagenet
 1273-1284, hrabia Chester
│     │  │  │
│     │  │  ├─>Małgorzata Plantagenet 1275-1333
│     │  │  │  x 
Jan II Pokojowy
 1275-1312, książę Brabancji, Lothier i Limburgii
│     │  │  │
│     │  │  ├─>Berengaria Plantagenet 1276-1278
│     │  │  │
│     │  │  ├─>Elżbieta Plantagenet ur. i zm. 1278
│     │  │  │
│     │  │  ├─>Maria Plantagenet 1279-1332, zakonnica w Amesbury
│     │  │  │
│     │  │  ├─>Elżbieta Plantagenet 1282-1316
│     │  │  │  x Jan I 1284-1299, hrabia Holland
│     │  │  │  x Humphrey de Bohun 1276-1322, hrabia Hereford
│     │  │  │
│     │  │  ├─>
Edward II Plantagenet
 1284-1327, król Anglii, książę Normandii i Akwitanii, hrabia Andegawenii
│     │  │  │  x 
Izabela Francuska
 1296-1358
│     │  │  │  │
│     │  │  │  ├─>
Edward III Plantagenet
 1312-1377, król Anglii, książę Normandii i Akwitanii, hrabia Andegawenii
│     │  │  │  │  x 
Filipa de Hainault
 1314-1369
│     │  │  │  │  │    
│     │  │  │  │  ├─>
Edward Plantagenet
 1330-1376, książę Walii
│     │  │  │  │  │  x Joanna Plantagenet 1328-1385, hrabina Kentu
│     │  │  │  │  │  │    
│     │  │  │  │  │  └─>
Ryszard II
'
 1367-1400, król Anglii
│     │  │  │  │  │     x 
Anna Czeska
 1366-1394
│     │  │  │  │  │     x 
Izabela de Valois
 1389-1410
│     │  │  │  │  │    
│     │  │  │  │  ├─>Izabela Plantagenet 1332-1379
│     │  │  │  │  │  x Enguerrand VII de Coucy 1340-1397, hrabia Bedford
│     │  │  │  │  │    
│     │  │  │  │  ├─>Joanna Plantagenet 1335-1348
│     │  │  │  │  │    
│     │  │  │  │  ├─>Wilhelm Plantagenet ur. i zm. 1337)
│     │  │  │  │  │    
│     │  │  │  │  ├─>
Lionel Plantagenet
 1338-1368), książę Clarence
│     │  │  │  │  │  x 
Elżbieta de Burgh
 1332-1363, hrabina Ulsteru
│     │  │  │  │  │  │    
│     │  │  │  │  │  └─>
Filipa Plantagenet
 1355-1380, hrabina Ulsteru
│     │  │  │  │  │     x Edmund Mortimer 1351- 1381, hrabia Marchii
│     │  │  │  │  │    
│     │  │  │  │  │  x Jolanta Visconti 1354-1386
│     │  │  │  │  │    
│     │  │  │  │  ├─>
Jan Plantagenet
 1340-1399, książę Lancaster
│     │  │  │  │  │  │    
│     │  │  │  │  │  └─>
Dynastia Lancaster

│     │  │  │  │  │    
│     │  │  │  │  ├─>
Edmund Plantagenet
 1341-1402, książę Yorku
│     │  │  │  │  │  │    
│     │  │  │  │  │  └─>
Dynastia Yorków

│     │  │  │  │  │        
│     │  │  │  │  ├─>Blanka Plantagenet ur. i zm. 1342
│     │  │  │  │  │    
│     │  │  │  │  ├─>Maria Plantagenet 1344-1362
│     │  │  │  │  │  x 
Jan V Zdobywca
 1340-1399, książę Bretanii
│     │  │  │  │  │  
│     │  │  │  │  ├─>Małgorzata Plantagenet 1346-1361
│     │  │  │  │  │  x Jan Hastings 1347-1375, hrabia Pembroke, baron Abergavenny
│     │  │  │  │  │    
│     │  │  │  │  ├─>Tomasz Plantagenet ur. i zm. 1347
│     │  │  │  │  │    
│     │  │  │  │  ├─>Wilhelm Plantagenet ur. i zm. 1348
│     │  │  │  │  │    
│     │  │  │  │  └─>Tomasz Plantagenet 1355-1397, 
książę Gloucester

│     │  │  │  │     x Eleonora de Bohun 1366-1399
│     │  │  │  │     │    
│     │  │  │  │     ├─>Humphrey Plantagenet 1381-1399, hrabia Buckingham
│     │  │  │  │     │    
│     │  │  │  │     ├─>Anna Plantagenet 1383-1438
│     │  │  │  │     │  x Tomasz Stafford 1368-1392, hrabia Stafford
│     │  │  │  │     │  x Edmund Stafford 1378-1403, hrabia of Stafford
│     │  │  │  │     │  x Wilhelm Bourchierr 1386-1420, hrabia Eu
│     │  │  │  │     │    
│     │  │  │  │     ├─>Joanna Plantagenet 1384-1400
│     │  │  │  │     │  x Gilbert Talbot 1383-1419
│     │  │  │  │     │         
│     │  │  │  │     └─>Izabella Plantagenet 1385-1402
│     │  │  │  │
│     │  │  │  ├─>Jan Plantagenet 1316-1336, hrabia Kornwalii
│     │  │  │  │
│     │  │  │  ├─>Eleonora Plantagenet 1318-1355
│     │  │  │  │  x Reynold II Czarny 1295-1343, hrabia Geldrii
│     │  │  │  │
│     │  │  │  └─>
Joanna Plantagenet
 1321-1362
│     │  │  │     x 
Dawid II Bruce
 1324-1371, król Szkocji
│     │  │  │
│     │  │  ├─>Beatrycze Plantagenet ur. i zm. 1286
│     │  │  │
│     │  │  └─>Blanka Plantagenet ur. i zm. 1290
│     │  │  
│     │  │  x 
Małgorzata Francuska
 1282-1317
│     │  │  │
│     │  │  ├─>Tomasz Brotherton 1300-1338, hrabia Norfolk
│     │  │  │  x Alicja Hayles
│     │  │  │  │
│     │  │  │  ├─>Edward Plantagenet 1320–1334
│     │  │  │  │
│     │  │  │  ├─>Małgorzata Plantagenet 1320-1399, księżna Norfolk
│     │  │  │  │  x Jan de Segrave, baron Segrave
│     │  │  │  │  x Walter de Manny 1310-1372, baron Manny
│     │  │  │  │
│     │  │  │  └─>Alicja Plantagenet 1324-1352
│     │  │  │     x Edward de Montacute zm. 1361, baron Montacute
│     │  │  │    
│     │  │  │  x Maria Braose
│     │  │  │    
│     │  │  ├─>
Edmund Woodstock
 1301-1329, hrabia Kentu,
│     │  │  │  x  Małgorzata Wake 1297-1349, baronowa Wake
│     │  │  │  │
│     │  │  │  ├─>Edmund Plantagenet 1326-1331, hrabia Kentu
│     │  │  │  │
│     │  │  │  ├─>Małgorzata Plantagenet 1327-1352
│     │  │  │  │  x Arnold-Amalryk VIII d’Albret 1338-1401, wicehrabia de Tartas
│     │  │  │  │
│     │  │  │  ├─>Joanna Plantagenet 1328-1385, hrabina Kentu
│     │  │  │  │  x Tomasz Holland 1314-1360, hrabia Kentu
│     │  │  │  │  x 
Edward Woodstock
 1330-1376, książę Walii, Kornwalii i Akwitanii
│     │  │  │  │ 
│     │  │  │  └─>Jan Plantagenet 1330-1352, hrabia Kentu
│     │  │  │     x Izabella Kliwijska zm. 1411
│     │  │  │
│     │  │  └─>Eleonora Plantagenet 1306-1311
│     │  │ 
│     │  ├─>
Małgorzata Plantagenet
 1240-1275
│     │  │  x 
Aleksander III
 1241-1286, król Szkocji
│     │  │ 
│     │  ├─>
Beatrycze Plantagenet
 1242-1275
│     │  │  x 
Jan II Bretoński
 1239-1305, książę Bretanii, hrabia Richmond
│     │  │ 
│     │  ├─>
Edmund Crouchback
 1245-1296, hrabia Lancaster i Leicester
│     │  │  x Aveline de Forz 1259-1274
│     │  │  x Blanka d’Artois 1248-1300
│     │  │  │
│     │  │  ├─>Tomasz Plantagenet 1278-1322, hrabia Lancaster i Leicester
│     │  │  │  x Alicja de Lacy, hrabina Lincoln
│     │  │  │
│     │  │  ├─>Henryk Plantagenet 1281-1345, hrabia Lancaster i Leicester
│     │  │  │  x Maud de Chaworth 1282-1322
│     │  │  │  │
│     │  │  │  ├─>Henryk Grosmont 1310-1361, książę Lancaster, hrabia Leicester
│     │  │  │  │  x Izabella de Beaumont 1320-1361
│     │  │  │  │  │
│     │  │  │  │  ├─>Maud Plantagenet 1339-1362, hrabina Leicester
│     │  │  │  │  │    x Wilhelm I 1330-1389, książę Bawarii-Straubing, hrabia Holland, Hainaut i Zelandii.
│     │  │  │  │  │
│     │  │  │  │  └─>Blanka Plantagenet 1345-1369, hrabina Lancaster
│     │  │  │  │     x 
Jan z Gandawy
 1340-1399, książę Akwitanii i Lancaster
│     │  │  │  │    
│     │  │  │  ├─>Blanka Plantagenet 1302-1380
│     │  │  │  │  x Tomasz Wake, 1297-1349, baron Liddell
│     │  │  │  │
│     │  │  │  ├─>Maud Plantagenet 1310-1377
│     │  │  │  │  x Willhelm Donn de Burgh 1312-1333, hrabia Ulsteru, baron Connaught
│     │  │  │  │
│     │  │  │  ├─>Joanna Plantagenet 1312–1345
│     │  │  │  │  x Jan de Mowbray 1310-1361, baron Mowbray.
│     │  │  │  │
│     │  │  │  ├─>Izabella Plantagenet 1317-1347, opatka Amesbury
│     │  │  │  │
│     │  │  │  ├─>Eleonora Plantagenet 1318-1372
│     │  │  │  │  x Jan Beaumont, baron Beaumont
│     │  │  │  │  x Ryszard FitzAlan 1306-1376, hrabia Arundel i Surrey
│     │  │  │  │
│     │  │  │  └─>Maria Plantagenet 1320-1362
│     │  │  │     x Henryk Percy 1321-1368, baron Alnwick
│     │  │  │  
│     │  │  ├─>Jan Plantagenet 1282-1327, lord Beaufort
│     │  │  │  x Alicja de Joinville
│     │  │  │
│     │  │  └─>Maria Plantagenet 1284-1289
│     │  │    
│     │  ├─>Ryszard Plantagenet 1247-1256, istnienie niepewne
│     │  │ 
│     │  ├─>Jan Plantagenet 1250-1256, istnienie niepewne
│     │  │ 
│     │  ├─>Wilhelm Plantagenet 1251-1256, istnienie niepewne
│     │  │ 
│     │  ├─>Katarzyna Plantagenet 1253-1257
│     │  │ 
│     │  └─>Henryk Plantagenet 1256-1257, istnienie niepewne
│     │    
│     ├─>
Ryszard z Kornwalii
 1209-1272, antykról Niemiec, hrabia Poitou i Kornwalii
│     │  x Izabella Marshal 1200-1240
│     │  │ 
│     │  ├─>Jan Plantagenet 1232-1233
│     │  │ 
│     │  ├─>Izabela Plantagenet 1233–1234
│     │  │ 
│     │  ├─>Henryk Alemański 1235-1271
│     │  │  x Konstancja de Montcada zm. 1299
│     │  │ 
│     │  └─>Mikołaj Plantagenet ur. i zm. 1240
│     │   
│     │  x Sancha Prowansalska 1225-1261
│     │  │ 
│     │  ├─>Ryszard Plantagenet ur. i zm. 1246
│     │  │ 
│     │  ├─>Edmund Plantagenet 1249-1300, hrabia Kornwalii
│     │  │  x Małgorzata de Clare 1250-1312
│     │  │ 
│     │  └─>Ryszard Plantagenet 1252-1296
│     │     x Joanna Saint Owen ur. 1260
│     │    
│     │  x Beatrycze von Falkenburg 1253-1277
│     │    
│     ├─>
Joanna Plantagenet
 1210-1238
│     │  x 
Aleksander II
 1198-1249, król Szkocji
│     │    
│     ├─>
Izabela Plantagenet
 1214-1241
│     │  x 
Fryderyk II Hohenstauf
 1194-1250, cesarz Świętego Cesarstwa Rzymskiego i król Niemiec, Jerozolimy i Sycylii, książę Szwabii
│     │    
│     └─>Eleonora Plantagenet 1215-1275
│        x Wilhelm Marshal 1190-1231. hrabia Pembroke
│        x 
Szymon V de Montfort
 hrabia Leicester
│    
├─>
Godfryd VI Andegaweński
 1134-1158, hrabia Andegawenii i Nantes
│
└─>Wilhelm de Poitou 1136-1164, hrabia Poitou
```